# Holandia Karaibska
Holandia Karaibska (nld. Caribisch Nederland, pap. Hulanda Karibense, ang. Caribbean Netherlands) – nazwa używana na określenie trzech karaibskich wysp: Bonaire w Ameryce Południowej oraz Sint Eustatius i Saba w Ameryce Północnej, stanowiących od 10 października 2010 r. gminy zamorskie (openbaar lichaam) Holandii. Do 9 października 2010 r. należały do Antyli Holenderskich. Mieszkańcy tych wysp posiadają prawa identyczne jak mieszkańcy krajów Unii Europejskiej. Odległość od Holandii Europejskiej wynosi ponad 7800 km.
Wyspy Holandii Karaibskiej nazywane są również „Wyspami BES” (BES-eilanden). Nazwa ta pochodzi od ich pierwszych liter Bonaire, Sint Eustatius, Saba). Są kontrolowane oddzielnie. Wyspy te określa się również jako „gminy specjalne” (nld. bijzondere gemeente).

## Historia
Tereny wyspiarskie obecnej Holandii Karaibskiej do roku 1954 stanowiły część autonomicznego terytorium Antyli Holenderskiej. W kilku referendach mieszkańcy wyrażali swoje opinie, na temat rozwiązania tego terytorium. Ludność Sint Eustatius jako jedyna, była za pozostaniem w Antylach Holenderskich, natomiast ludność pozostałych dwóch wysp głosowała za ich rozwiązaniem. Od tego czasu politycy tej wyspy jak i wysp Bonaire i Saba opowiadali się za bezpośrednimi stosunkami z Holandią. 11 październiku 2006 roku uzgodniono z holenderskim rządem integrację wysp z Holandią jako „gminy specjalne” (bijzondere gemeente).
10 października 2010 r. Antyle Holenderskie zostały ostatecznie rozwiązane, a 1 stycznia 2011 r. gulden został zastąpiony dolarem amerykańskim jako oficjalny środek płatniczy na wyspach.
W związku z rozwiązaniem Antyli, rozwiązano również Korpus Policji Antyli Holenderskich (KPNA) Korps Politie Nederlandse Antillen, a w jego miejsce powołano Korpus Policji Holandii Karaibskiej (KPCN) Korps Politie Caribisch Nederland.

## Charakterystyka wysp
|                              | Bonaire                    | Sint Eustatius             | Saba                                |
| ---------------------------- | -------------------------- | -------------------------- | ----------------------------------- |
| Stolica                      | Kralendijk                 | Oranjestad                 | The Bottom                          |
| Powierzchnia (km²)           | 288                        | 21                         | 13                                  |
| Liczba mieszkańców           | 25.133                     | 3.204                      | 2.060                               |
| Gęstość zaludnienia (os/km²) | 87                         | 153                        | 158                                 |
| Języki urzędowe              | niderlandzki papiamento    | niderlandzki angielski     | niderlandzki angielski              |
| Hymn                         | Hymn Bonaire               | Hymn Sint Eustatius        | Hymn Saby                           |
| Święto narodowe              | 6 września (Dzień Bonaire) | 16 listopada (Dzień flagi) | Dzień flagi pierwszy piątek grudnia |

## Języki
Najczęściej używane języki w Holandii Karaibskiej na poszczególnych wyspach w 2021 r. w %:
|                    | Papiamento | Angielski | Niderlandzki | Hiszpański | Pozostałe | Osoby posługujące się jednym językiem | Osoby posługujące się dwoma językami |
| ------------------ | ---------- | --------- | ------------ | ---------- | --------- | ------------------------------------- | ------------------------------------ |
| Bonaire            | 62,4       | 5,6       | 15,0         | 15,4       | 1,6       | 8,6                                   | 91,4                                 |
| Saba               | —          | 83,3      | 4,1          | 9,9        | 2,7       | 48,5                                  | 51,5                                 |
| Sint Eustatius     | 1,3        | 81,2      | 3,6          | 12,8       | 1,1       | 42,7                                  | 57,3                                 |
| Holandia Karaibska | 53,0       | 85,8      | 56,8         | 54,2       | 9,2       | 27,1                                  | 72,9                                 |

## Prawo
W Holandii Karaibskiej nie obowiązują automatycznie przepisy holenderskie, jest osobnym terytorium prawnym.

## Związki wyznaniowe
Wyznawcy poszczególnych religii w Holandii Karaibskiej w 2021 r. w %:
|                    | Kościół rzymskokatolicki | Pentekostalizm | Protestantyzm | Adwentyzm | Metodyzm | Ewangelikalizm | Anglikanizm | Islam | Świadkowie Jehowy | Hinduizm | Inne | Brak wyznania |
| ------------------ | ------------------------ | -------------- | ------------- | --------- | -------- | -------------- | ----------- | ----- | ----------------- | -------- | ---- | ------------- |
| Bonaire            | 62,4                     | 4,9            | 3,3           | 2,0       | –        | 6,0            | 0,4         | –     | 1,4               | –        | 4,4  | 15,2          |
| Saba               | 50,1                     | 6,7            | –             | 3,6       | –        | 2,4            | 8,9         | –     | –                 | –        | 7,9  | 20,4          |
| Sint Eustatius     | 23,3                     | 3,2            | –             | 18,9      | 24,8     | 2,2            | 1,7         | –     | 1,2               | –        | 2,6  | 22,1          |
| Holandia Karaibska | 47,2                     | 4,7            | 1,9           | 7,4       | 7,6      | 4,2            | 2,3         | 0,2   | 1,1               | 0,4      | 4,8  | 18,2          |